# Кропивницкая епархия ПЦУ
Кропивницкая епархия Православной церкви Украины (укр. Кропивницька єпархія Православної Церкви України), ранее Кировоградская епархия (укр. Кіровоградська єпархія), — епархия Православной церкви Украины в административных границах Кировоградской области.
Создана в 1992 году как Кировоградская епархия Украинской православной церкви Киевского патриархата. По состоянию на 2012 год епархия насчитывала 75 приходов, объединенных в 10 благочиний.

## Названия епархии
- Кировоградская и Знаменская (июль 1992 — 19 ноября 2002)
- Кировоградская и Голованевская (19 ноября 2002 — 27 июля 2016)
- Кропивницкая и Голованевская (с 27 июля 2016)

## Управляющие епархией
- Михаил (Дуткевич) (июль 1992 — 22 января 1993)
- Серафим (Верзун) (19 ноября 2002 — 26 ноября 2008)
- Иоанн (Яременко) (26 ноября 2008 — январь 2009) в/у, архиепископ Черкасский
- Марк (Левкив) (с 1 февраля 2009)